# Brian Greenhoff
Brian Greenhoff (Barnsley, 1953. április 28. – Rochdale, 2013. május 22.) válogatott angol labdarúgó, középpályás.

## Pályafutása

### Klubcsapatban
Brian Greenhoff Barnsleyban született és diák korában a Yorkshire megyei iskolacsapatban játszott. A Manchester Unitedhoz 15 évesen 1968 augusztusában szerződött. Az első csapatban 1973. szeptember 8-án mutatkozott be az Ipswich Town ellen. 1977-ben a védelem közepén Martin Buchannal együttműködve segítette angol kupa győzelemhez a Manchester Unitedot. Sokoldalú játékos volt. Pályafutását középpályásként kezdte és nemzetközileg is elismert hátvédként fejezte be. 1973 és 1979 között 271 mérkőzésen szerepelt és 17 gólt szerzett. Testvére Jimmy Greenhoff szintén a Manchester United játékosa volt.
1979-ben Greenhoff 350 000 fontért szerződött a Leeds Unitedhoz. 1982-ben szabadon elszerződhetett a csapattól. Ebben az időszakban súly problémákkal küzdött.
1982 végén a dél-afrikai Wits University csapatában játszott, majd 1983-ban Finnországba, a Rovaniemen PS csapatához szerződött. 1983-ban tért vissza Angliába a Rochdale együtteshez, mint játékos-edző, mikor testvére a klub játékos-menedzsere lett. 1984 márciusában Jimmy Greenhoff-ot kirúgásával ő is távozott a csapattól és befejezte aktív labdarúgó pályafutását.

### A válogatottban
1976 és 1980 között 18 alkalommal szerepelt az angol válogatottban. és egy alkalommal az angol B-csapatban 1978-ban. 1976. május 8-án a Ninian Parkban mutatkozott be Wales ellen, ahol 1–0-s angol győzelem született. Utolsó válogatott szereplése 1980. május 31-én egy barátságos mérkőzésen volt Ausztrália ellen Sydneyben.

## Sikerei, díjai
- Angol kupa
  - győztes: 1977
  - döntős: 1976